# 宁波都市圈
宁波都市圈是浙江的一個以宁波為核心，舟山、台州三個城市以及绍兴的嵊州、新昌二个县（市）域组成的都市圈，陆域总面积23212平方公里、海域总面积36065平方公里，总面积59277平方公里(近6万平方公里），被定位成长江经济带龙头龙眼和“一带一路”战略支点，形成海洋与内陆腹地的双向辐射。

## 交通
根据《浙江省都市圈城际铁路近期建设规划（2014～ 2020 年）》一期规划建设宁波-余慈、宁波-慈溪、宁波-奉化三个城际铁路项目，总里程 154.6km。《浙江省都市圈城际铁路二期建设规划环境影响报告书（简本）》二期规划宁波-象山线。